# Turquie aux Jeux olympiques d'hiver de 2006
La Turquie est représentée par 11 athlètes aux Jeux olympiques d'hiver de 2006 à Turin.

## Médailles
|         | Médaille d'or | Médaille d'argent | Médaille de bronze | Total |
| ------- | ------------- | ----------------- | ------------------ | ----- |
| Turquie | 0             | 0                 | 0                  | 0     |

## Épreuves

### Patinage artistique
- Tuğba Karademir

### Ski Alpin
- Tugba Dasdemir
- Fatih Kiyici
- Hamit Sare
- Erdinc Türksever
- Duygu Ulusoy
- Erkan Yesilova
- Volkan Yurdakul

### Ski de fond
- Kelime Aydin
- Muhammet Kizilarslan
- Sabahattin Oglago